# الی ماکی
الی ماکی (انگلیسی: Ally Maki؛ زادهٔ ۲۹ دسامبر ۱۹۸۶) هنرپیشه اهل ایالات متحده آمریکا است. وی از سال ۲۰۰۲ میلادی تاکنون مشغول فعالیت بوده‌است.
از فیلم‌ها یا برنامه‌های تلویزیونی که وی در آن نقش داشته‌است می‌توان به شجره‌نامه اشاره کرد.